# Bundure
Bundure är en ort i Australien. Den ligger i kommunen Jerilderie och delstaten New South Wales, i den sydöstra delen av landet, omkring 500 kilometer väster om delstatshuvudstaden Sydney.
Trakten runt Bundure är nära nog obefolkad, med mindre än två invånare per kvadratkilometer..
Trakten runt Bundure består i huvudsak av gräsmarker. Genomsnittlig årsnederbörd är 526 millimeter. Den regnigaste månaden är februari, med i genomsnitt 80 mm nederbörd, och den torraste är oktober, med 21 mm nederbörd.